# キングマン・リーフ

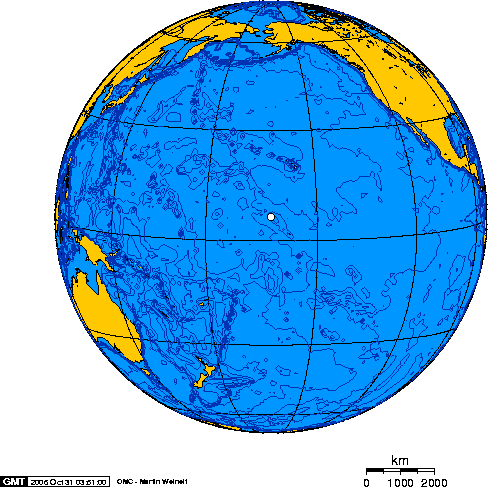
太平洋におけるキングマン・リーフの位置

キングマン・リーフ（キングマン岩礁、Kingman Reef）は、ハワイ諸島とアメリカ領サモアのほぼ中間の、北太平洋の北ライン諸島の北端部にある環礁である。合衆国領有小離島の1つ。底辺 15 km、高さ 7 kmほどの三角形もしくは「おむすび型」をしており、東端部の僅かな部分（海抜 1m未満）のほかは水没状態にあるか波に洗われている。中央部の礁湖（最大水深は 70m以上）を含めた環礁の面積は 60 km2ほどになる。

## 歴史
キングマン・リーフは、1798年6月14日にベッツィ号(Betsey)のアメリカ人船長エドモンド・ファニングによって発見された。その後、1853年11月29日にW・E・キングマン船長によって初めて記述された。現在の環礁の名前はキングマン船長の名に因むものである。
1860年にUnited States Guano Companyが"Danger Reef"の名前で保有を主張した。この主張は、1856年に制定されたアメリカのグアノ島法に基づいて行われたものである。ただし、キングマン・リーフにグアノが存在した、あるいはグアノの採掘が行われたという証拠はない。
1922年5月10日、ロリン・A・サーストンが、この環礁に初めてアメリカ国旗を掲げ、海岸に立って以下の併合宣言文を読み上げ、アメリカに正式に帰属させた。
Be it known to all people: That on the tenth of May, A.D. 1922, the undersigned agent of the Island of Palmyra Copra Co., Ltd., landed from the motorship Palmyra doth, on this tenth day of May, A.D. 1922, take formal possession of this island, called Kingman Reef, situated in longitude 162 degrees 18' west and 6 degrees 23' north, on behalf of the United States of America and claim the same for said company.
日本語訳
全ての人々に知らしめる。西暦1922年5月10日、内燃機船パルミラ号から上陸したアイランド・オブ・パルミラ・コプラ社と契約した代理人が、アメリカ合衆国を代表して、西経162度18分、北緯6度23分に位置するキングマン・リーフと呼ばれるこの島を正式に領有し、同社のためにこれを主張する。
1934年12月29日、アメリカ海軍がこの環礁を管轄することになった。1935年、アメリカ航空商業局代表のウィリアム・T・ミラーがこの環礁を訪れた。
1935年、パンアメリカン航空はオーストラリアやニュージーランドへの太平洋路線を拡大し、アメリカ領サモアのパゴパゴでストップオーバーする路線の開設を希望した。さらなる中継地が求められ、サモアの北1,600マイル (2,600 km)に位置するキングマン・リーフが、アメリカからニュージーランドへ向かう飛行機の中継地として適していると判断された。キングマン・リーフには、燃料、宿泊、食事を提供する補給船ノースウインド号が配置された。1937年3月23日、ハワイからアメリカ領サモアに向かうS-42BクリッパーII（サモア・クリッパーと名付けられ、エド・ムシック機長が操縦した）が、キングマン・リーフに到達した最初の飛行機となった。
その後数か月の間、パンナムはキングマン・リーフを飛行艇(S-42B)の中継地点として何度か利用し、成功を収めた。しかし、1938年1月11日、ニュージーランドに向かうため、早朝にパゴパゴを出発したS-42Bは、離陸直後に機体が爆発した。右のエンジンに燃料漏れが発生したためで、生存者はいなかった。これ以降、パンナムはキングマン・リーフとパゴパゴを経由するニュージーランド行きの便を終了した。1940年7月、カントン島とニューカレドニアを中継地とする新路線を開設した。
1941年2月14日、フランクリン・D・ルーズベルト大統領は大統領令8682号を発布し、中部太平洋地域に海軍防備地域を設けた。この布告により、キングマン・リーフの高水位の海岸線から3マイルの区域に「キングマン・リーフ海軍防備海域」が設定された。また、海軍防衛海域の上空へのアクセスを制限するために「キングマン海軍空域保留地」が設定された。これにより、アメリカ政府の船舶と航空機を除き、海軍長官の許可がない限り、キングマン・リーフの海防区域に入ることが禁止された。
2012年、キングマン・リーフが国立野生生物保護区に指定されたことをめぐって、パルミラ・コプラ社のオーナーの子孫による「キングマン・リーフ環礁開発LLC」がアメリカ政府を提訴した。原告は、漁業権やエコツーリズムなどの経済活動が失われたとして、5450万ドルの賠償を求めた。しかし、2014年に連邦裁判所は、そのような請求権は遅くとも1950年までには失効していると判断した。

## 地理
キングマン・リーフは、北ライン諸島の最北端に位置し、一番近い島であるパルミラ環礁からは北西に36海里 (67 km)、ホノルルからは南に930海里 (1,720 km)の位置にある。

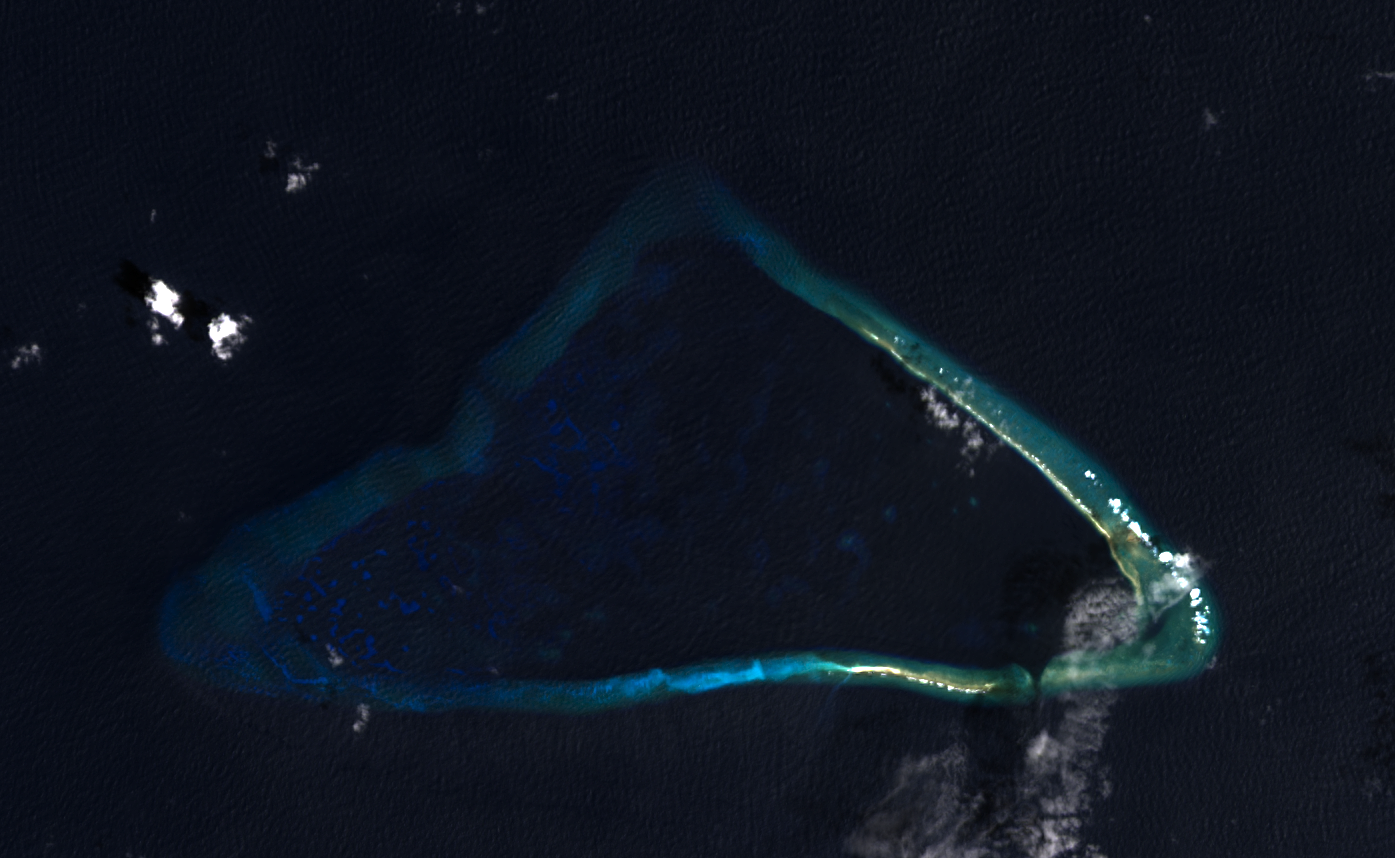
ランドサット8号による衛星画像

環礁は、一番深い北東の陸地に近い東側の部分で水深53ファゾム (97 m)のラグーンを取り囲んでいる。環礁の外縁部内の総面積は20 sq nmi (70 km2)である。東側の縁には、珊瑚の破片と巨大な貝殻で構成された乾いた土地が2箇所あり、その面積は2エーカー (0.8 ha)と1エーカー (0.4 ha)でで、海岸線の長さは2マイル (3 km)であり、ラグーンの北東側にある短い砂嘴と、その南側にある2倍の長さだが細い砂嘴がある。
環礁の最も高い場所は海面から5フィート (1.5 m)以下であり、ほとんどの時間は水に浸かっているか波に洗われているため、キングマン・リーフは海上航行における危険地帯となっている。天然資源はなく、経済活動を支えられるものもない。

## 法的地位
キングマン・リーフは、アメリカ内務省によってワシントンD.C.から管理されている「アメリカ合衆国の未編入領域」という地位にある。この環礁は一般公開されていない。統計上は合衆国領有小離島の一部としてまとめられている。2009年1月、キングマン・リーフは海洋国定公園に指定された。

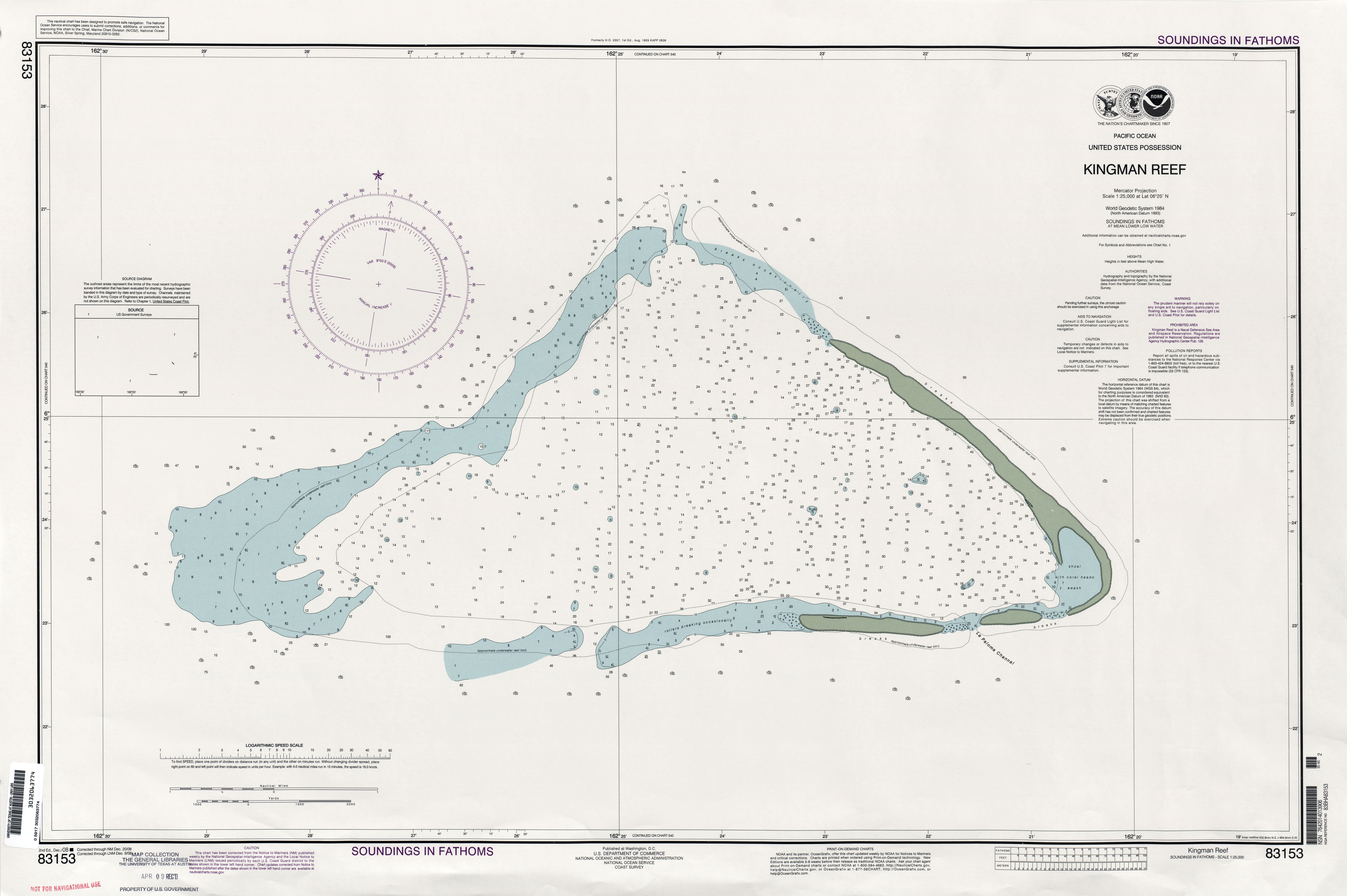
アメリカ海洋大気庁(NOAA)によるキングマン・リーフの海図

20世紀以前は"Danger Reef"、"Caldew Reef"、"Maria Shoal"、"Crane Shoal"などの名称で呼ばれており、当時は満潮時には完全に水没していた。トーマス・ヘイル・ストリーツは、1870年代にこの環礁の状態を次のように表現している。
...まだ、島としての特徴はほとんどない。満潮時には完全に海中に沈み、干潮時にはサンゴの頭がいくつか水面上に突き出ているだけである。しかし、時間が経てば、間違いなく北ライン諸島に加えられることになるだろう。
キングマン・リーフは、アメリカ国勢調査局では郡相当のものとしている。わずか0.01平方マイル（0.03平方キロメートル）の土地を持つキングマン・リーフは、アメリカの郡および郡相当のものの中で最も面積が小さい。

## 環境

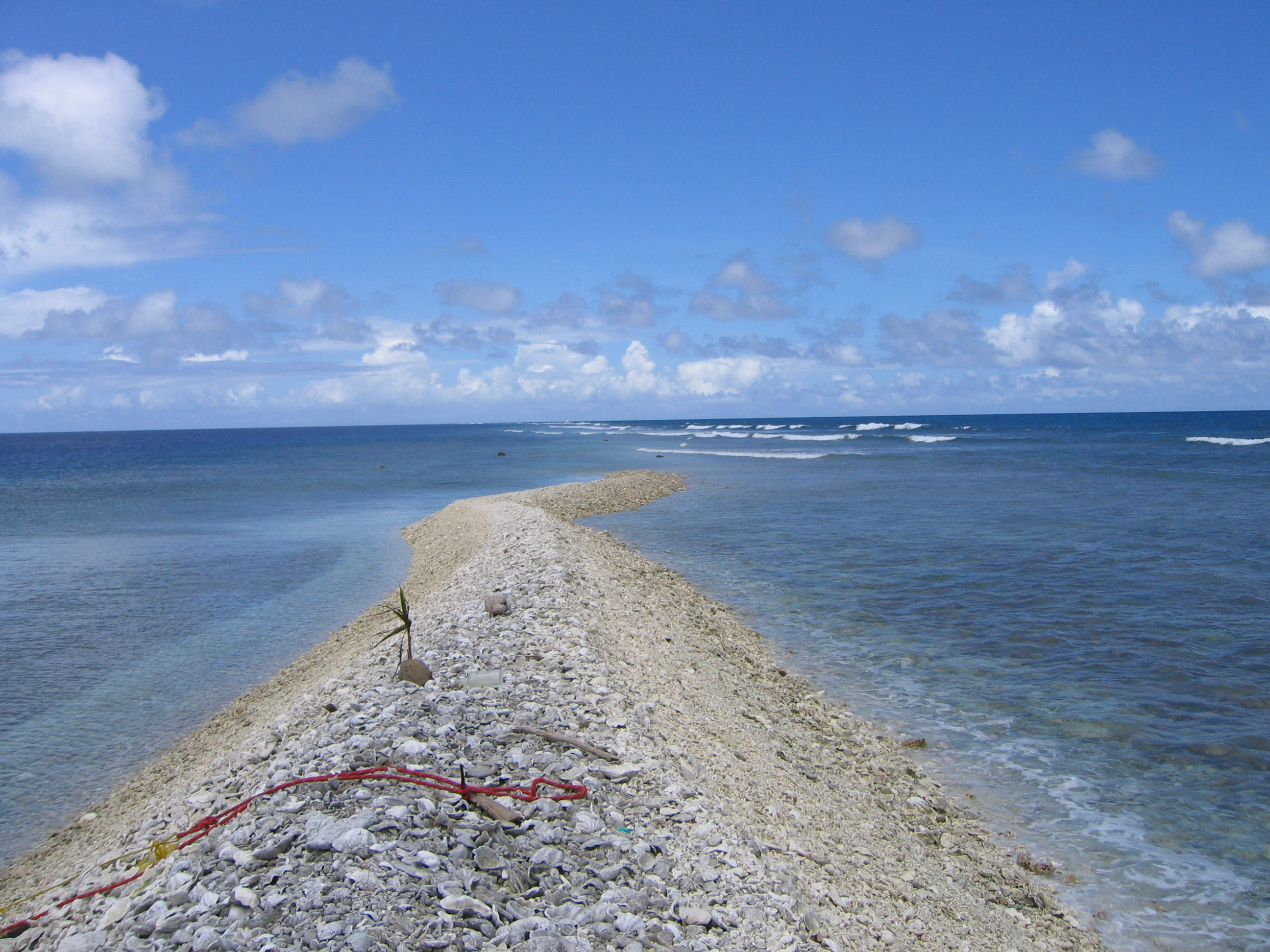
キングマン・リーフの乾いた土地で芽生えたココヤシ（2003年10月）

キングマン・リーフには、様々な海洋生物が生息している。浅瀬にはオオシャコガイが生息し、リーフには約38属130種のイシサンゴが生息している。この種の多様性は、ハワイ諸島で見られるサンゴの3倍以上である。サンゴ礁の生態系とそれに続く食物連鎖は、主に捕食者を中心としたものであることが知られている。サメは、キングマン・リーフにおける最上位の捕食者であり、総バイオマスの74% (329 g·m−2)を占めている（パルミラ環礁では57% (97 g·m−2)）。同じライン諸島のタブアエラン島やキリスィマスィ島ではサメの数が少ないことが確認されている。
この環礁における全魚類バイオマスのうち85%が頂点捕食者で構成されているため、生物、特にサメやアジなどの肉食動物の間で、食料や栄養分をめぐる高度な競争が繰り広げられている。近くのパルミラ環礁に生息する絶滅危惧種のアオウミガメは、干潮時にキングマン・リーフにやってきて、サンゴの礫の上で餌を食べたり、日光浴をしたりする。
しかし、サンゴ礁の海面より上の部分には通常、大型の生物は生息していない。環礁は主に死んで乾燥したサンゴの骨格で構成されており、栄養源は方解石だけである。狭く乾燥した土地には、少数の生物が短期間しか生息できない。海岸に植物（主にココヤシ）の種が流れ着くことはあるが、激しい潮の流れと、植物を維持するのに必要な資源の不足のため、すぐに枯れてしまう。

## 国立野生生物保護区
2000年9月1日、アメリカ海軍はキングマン・リーフの管理権を合衆国魚類野生生物局に移管した。2001年1月18日、ブルース・バビット内務長官は、長官命令3223により「キングマン・リーフ国立野生生物保護区」を創設した。この保護区は、海上に露出した環礁および12海里 (22 km)以内の水域で構成されている。陸地は3エーカー (0.012 km2)しかないが、水域は483,754エーカー (1,957.68 km2)に及ぶ。この保護区は、他の6つの島とともに「太平洋離島国立野生生物保護区」の一部として管理されていた。2009年1月、ジョージ・W・ブッシュ大統領により「太平洋離島海洋国定公園」に格上げされた。

## アマチュア無線局の運用
1940年代初頭以降、キングマン・リーフには人の手がほとんど入っていなかったが、世界中のアマチュア無線家がこの環礁を訪れ、「DXペディション」と呼ばれる無線局の運用を行うことがあった。1974年、KP6KRというコールサインを持つアマチュア無線家のグループがこの環礁へ航海し、臨時の無線局とアンテナを設置した。その後、1977年、1980年、1981年、1988年、1993年と、次々とグループが環礁を訪れた。
最近では、2000年10月に「パルミラDXグループ」のアマチュア無線家15人が環礁を訪れた。彼らはK5Kというコールサインを使い、10日間で世界中のアマチュア無線家と8万回以上の交信を行った。
1945年11月15日から2016年3月28日までの間、キングマン・リーフはDX Century Club(DXCC)などのアワードを獲得するための交信の対象となる独立した「エンティティ」とみなされていた。2016年1月にパルミラのK5P DXペディションに参加したアマチュア無線家が撮影した映像では、キングマン・リーフがほとんど水浸しになっているように見え、将来的にキングマン・リーフでの無線局運用が可能かどうか疑問視された。
2016年3月28日、ARRLのDXCC事務局は、2016年3月29日よりキングマン・リーフを現行のエンティティの一覧から削除し、島が近接していることや魚類野生生物局による島の共通管理を理由に、キングマン・リーフをパルミラ環礁およびジャーヴィス島と同一のエンティティとみなすと発表した。